# Internationales Filmfestival Thessaloniki

Logo des Festivals

Das Internationale Filmfestival Thessaloniki (griechisch Διεθνές Φεστιβάλ Κινηματογράφου Θεσσαλονίκης), auch Thessaloniki International Film Festival (TIFF), wird seit 1960 jährlich in Thessaloniki veranstaltet.
Die gezeigten Filme werden in folgende Sektionen unterteilt: „International Section“, „A panorama of Greek films“, „The New Horizons program“ und „The Balkan Survey“. Weiterhin gibt es eine Retrospektive, die einem Gesamtwerk gewidmet ist. Der Hauptpreis ist der „Goldene Alexander“.
Das Festival ist von der Fédération Internationale des Associations de Producteurs de Films akkreditiert, hat zwar keine A-Festival-Auszeichnung, „weiß jedoch seinen Platz direkt hinter den großen A-Festivals dieser Welt prominent einzunehmen“, so arte.